# Sideridis irkutica
Sideridis irkutica là một loài bướm đêm trong họ Noctuidae.